# 愛知県総合教育センター
愛知県総合教育センター（あいちけんそうごうきょういくセンター、英称：Aichi Prefectural Education Center）は、愛知県が設置する教育に関する研究及び教育関係職員の研修を行う機関である。

## 概要
愛知県における教育の振興を図るため、2000年に前身の愛知県教育センター、愛知県尾張情報処理教育センター、愛知県三河情報処理教育センター、愛知県農業教育共同実習所を再編して愛知県総合教育センターが設置される。また、同センター所管の下農業教育共同実習所も設置される。
2022年9月30日、愛知県教育委員会は、愛知県総合教育センターの建物が築40年を超えて老朽化したことから、2026年4月に岡崎市へ移転することを明らかにした。同市美合町の愛知県青年の家の施設を増改築して、新しい県総合教育センターとして整備し直す。県青年の家は、2024年3月末で閉館する。移転後のセンターでは、不登校の児童・生徒のためのフリースペースが設置される予定。

## 所在地
- 愛知県総合教育センター - 愛知県愛知郡東郷町大字諸輪字上鉾68
- 農業教育共同実習所 - 愛知県安城市池浦町丸田172-1

## 事業
事業内容は下記の通りである。
1. 教育に関する専門的、技術的事項の研究に関すること
2. 教育関係職員の研修に関すること
3. 教育相談に関すること
4. 教育に関する情報の収集及び提供に関すること
5. 生徒の実習に関すること

## 沿革
- 1948年（昭和23年）6月 - 愛知県教育文化研究所事務所を県庁内に設置
- 1963年（昭和38年）12月 - 愛知県教育文化研究所廃止
- 1964年（昭和39年）1月 - 愛知県科学教育センターの設置
- 1971年（昭和46年）4月 - 愛知県情報処理教育センター設置
- 1974年（昭和49年）
  - 5月 - 東郷支所（愛知県特殊教育センター）の設置
  - 9月 - 愛知県科学教育センター廃止
  - 10月 - 愛知県教育センターの設置
- 1975年（昭和50年）10月 - 愛知県情報処理教育センターを愛知県尾張情報処理教育センターに改称し、併せて愛知県三河情報処理教育センターを設置
- 1982年（昭和57年）11月 - 愛知県農業教育共同実習所の設置
- 2000年（平成12年）4月 - 愛知県教育センターを愛知県総合教育センターに改称。また、愛知県尾張情報処理教育センター、愛知県三河情報処理教育センター、愛知県農業教育共同実習所が愛知県総合教育センターに移管され、それに伴い情報教育東海所、情報教育豊橋所、農業教育共同実習所を設置。
- 2007年（平成19年）3月 - 情報教育東海所及び情報教育豊橋所の廃止

## 組織
- 総務部
  - 庶務課
  - 企画管理課
- 研究部
  - 経営研究室
  - 教科研究室
- 研修部
  - 企画研修室
  - 基本研修室
  - 農業教育共同実習所
- 相談部
  - 教育相談研究室
  - 特別支援教育相談研究室